# Barbula arcuata
Barbula arcuata är en bladmossart som beskrevs av Griffith 1842. Barbula arcuata ingår i släktet neonmossor, och familjen Pottiaceae. Inga underarter finns listade i Catalogue of Life.